# Ossature à bois courts
 (décembre 2010).
Une maison à colombage par la méthode des bois courts a des poteaux d’angle d’une longueur équivalente à la hauteur d’un seul étage. Le passage du système à bois longs au système à bois courts a permis un développement important des maisons à colombages car cela élimine tous les inconvénients liés aux pièces longues. En outre, la mise en œuvre est très rapide car les pièces peuvent être usinées en atelier. Autre avantage important : ce principe de construction autorise la construction à encorbellement. Il permet de gagner de précieux mètres carrés dans les villes fortifiées et il protège l’étage inférieur du ruissellement de l’eau.

## Historique
Les maisons à colombage à bois courts ont été construites au cours des XVe et XVIe siècles. En 1817, d’importantes modifications ont été provoquées par les procédures d’alignement et le décret de destruction des encorbellements. Les façades en pan de bois ont été remplacées par une nouvelle façade en pierre, où les solives des panneaux de bois des étages ont été coupées pour mettre d’aplomb la façade qui fut recouverte par la suite d’un crépi identique à celui des maisons en pierre.

## Principe
Certaines maisons ont leurs quatre murs construits à pan de bois (les maisons cages). D’autres n’ont que la façade sur rue avec des pans de bois (les maisons avec façades écrans).
Une paroi d’un étage est délimitée en bas par la sablière d’étage, et de chaque côté par un poteau cornier. Les pièces sont assemblées entre elles par des tenons et des mortaises. Pour raidir le cadre, certaines pièces forment soit des croix de Saint-André, soit des décharges. Les pieds des poteaux sont assemblés sur la sablière de chambrée (basse), qui est posée sur un mur en pierre plus ou moins haut pour éviter l’attaque des champignons lignivores.
Le squelette de la maison est garni avec de nombreux matériaux tels que le torchis, la brique, le moellon, le bois massif…
Contrairement aux maisons construites avec des bois longs, la méthode des bois courts permet d’empiler les étages avec un encorbellement. Généralement, les solives sont supportées par la sablière d’étage. Plus rarement l’étage supérieur est supporté par un organe spécifique (corniche, corbeaux, aisselle, poteau élargi…)

## Points forts
- La mise en œuvre est très rapide.
- La manœuvre des pièces est nettement plus facile que pour les maisons à bois longs.
- Construction à encorbellement réalisable.

## Limites
- Principe de construction onéreux.